# 原始印歐語詞根
重構的原始印歐語詞根（PIE roots）是承載詞匯意義的基本詞素。通過增加后綴形成詞幹，再通過變形詞綴在文法上形成變形后的詞(名詞或動詞)。
PIE 詞根服從元音變換，除了一些非常特殊的情況，詞根完全由它的要素輔音來刻畫，而元音是可以變換的。作為規則，PIE 詞根有單一的音節核心，并通過元音變換可以要么是單音節要么不構成音節。

## 音位結構

### 基本詞根結構
PIE 詞根的中間是元音變換的元音(通常是完全等級的 *e，有時可能是 *a)。這個元音構成了一個響亮頂點，它周圍前導或尾隨著逐步遞減響亮度的一序列輔音(就是說響亮度在詞根兩側都遞減)。響亮級別如下:
1. *l *r *y *n
2. *w *m
3. 塞音(PIE 塞音表參見原始印歐音系)

這給出了下列詞根結構(這里的 P 是塞音而 {\displaystyle \oslash } 是空位置):
{\displaystyle ^{*}{\begin{bmatrix}P\\\oslash \end{bmatrix}}{\begin{bmatrix}w\\m\\\oslash \end{bmatrix}}{\begin{bmatrix}l\\r\\y\\n\\\oslash \end{bmatrix}}e{\begin{bmatrix}l\\r\\y\\n\\\oslash \end{bmatrix}}{\begin{bmatrix}w\\m\\\oslash \end{bmatrix}}{\begin{bmatrix}P\\\oslash \end{bmatrix}}-}
注意在元音后的 *w 經常寫為 *u，而在元音后的 *y 經常寫為 *i。因此 *leiǵ- = *leyǵ-“to bind”而 *dʰeu- = *dʰew- “to run”都是允許的詞根。
其他可能的詞根包括 *ped-“foot”，*dʰwer-“door”和 *wleikʷ-“to moisten”。禁止結構如 **mter-(音位次序錯)和 **wmek-(兩個同組音位)。

### 額外音位
余下的聲音，也就是喉音 *h₁ *h₂ *h₃ 和噝擦音 *s，可以在占據在這個等級中的幾乎所有位置。 *s 特別常見於初始位置(參見飘忽s-)。
這種詞根的例子有 *peth₂-“to fly”，*treh₁w-“to nourish”和 *streig-“to stroke”。

### 對塞音的限制
詞根不能包含兩個普通的濁塞音(**ged-)，也不能包含一個濁送氣音和一個清塞音(**tebʰ-)，除非后者同一個 飘忽s-一起出現在詞首輔音叢中(比如 *stebʰ-“to stiffen”)。

### 對音位數目的限制
元音必須同時前導和跟隨著至少一個輔音。最大輔音數目好像是五個(比如 *strenk-“tight”)。
早期的 PIE 學者重構了一些開始或結束於元音的詞根。后者類型總是有長元音(*dʰē-“to put”，*bʰwā-“to grow”，*dō-“to give”)，而這個限制對元音開始的詞根不成立(*ed-“to eat”，*ant-“front”，*od-“smell”)。喉音理論可以通過重構一個喉音跟在元音之后(*dʰeh₁-, *bʰweh₂-, *deh₃-，導致了長元音)或前導於它(*h₁ed-, *h₂ent-, *h₃ed-，導致了短元音)來解釋這種表現。這些重構服從上述規則。

### 例外
應當注意到某些詞根如 *pster-“to sneeze”好像不符合這些規則。 這可能是由于對 PIE 音位結構的不完全理解或錯誤的重構。

## 詞根的意義
每個 PIE 詞根都有固有的意義，但不是總能夠直接重構的，這是由于語義變遷和在證實了的后代語言間的反映者們的意義差異。
重構的詞根總是有“動詞”含義，而名詞是通過后綴或其他方式派生出來的(例子參見原始印歐名詞)。這甚至對前面章節中被翻譯為名詞的詞根都成立: 例如 *ped-，也可以意味著“to tread”，依賴於元音變換等級和尾綴。
但是某些名詞如 *agʷn-os“lamb”或 *snus-os“daughter-in-law”不是從確立的詞根派生出來的。

## 詞根擴展
詞根擴展是向詞根的結尾增加一或兩個聲音，經常是塞音，而不改變它的意義。例如 *(s)teu-“to push, hit, thrust”，我們可以重構
- *(s)teu-k- > 古希臘語 “hammer”
- *(s)teu-g- > 英語 stoke (日耳曼語的 k 回溯為 PIE *g。)
- *(s)teu-d- > 吠陀梵語 “beats”

這些擴展的來源未知。

## 引用
- Brugmann, Karl; Delbrück, Berthold, , 1886
- Buck, Carl Darling, , University of Chicago Press, 15 June 1988, ISBN 0-226-07937-6
- Fortson IV, Benjamin W., , Blackwell Publishing, 2004, ISBN 1-4051-0316-7
- Köbler, Gerhard, , 1980
- Pokorny, Julius, , French & European Publications, 1959, ISBN 0828866023
- Rix, Helmut, , Dr. Ludwig Reichert Verlag, 2001, ISBN 3-89500-219-4
- Watkins, Calvert, , Houghton Mifflin, 14 September 2000, ISBN 0-395-98610-9

## 外部連結
- American Heritage Indo-European Roots Index
- Vasmer's Etymological Dictionary of Russian language （页面存档备份，存于）
- Index to the online version of Pokorny's PIE dictionary
- Wiktionary List of Proto-Indo-European Roots （页面存档备份，存于）